# Dennis McKinnon
Dennis Lewis McKinnon (Quitman, 22 agosto 1961) è un ex giocatore di football americano statunitense che ha giocato nel ruolo di wide receiver nella National Football League (NFL). Al college ha giocato a football all'Università statale della Florida.

## Carriera
Dopo non essere stato scelto nel Draft NFL 1983, McKinnon firmò coi Chicago Bears. Due anni dopo partì come titolare nel Super Bowl XX vinto contro i New England Patriots. Nel 1988, Dennis ricevette 108 yard e un touchdown nella gara di playoff divenuta celebre con il nome di Fog Bowl. Si ritirò dopo avere passato la stagione 1990 con i Dallas Cowboys. Al momento del ritiro, i suoi due touchdown su ritorno di punt erano un record di franchigia, superato nel 2006 da Devin Hester. Inoltre le sue 1.191 yard ritornare da punt erano il secondo massimo della storia dei Bears.

## Palmarès
- Super Bowl : 1

Chicago Bears: Super Bowl XX
- National Football Conference Championship: 1

Chicago Bears: 1985

## Statistiche
| Ricezioni     | 194   |
| Yard ricevute | 3.012 |
| Touchdown     | 22    |